# Benedikt Sarreiter
Benedikt Sarreiter (* 1976 in München) ist ein deutscher Autor und Journalist.

## Biographie
Benedikt Sarreiter arbeitete als Autor unter anderem für den Zündfunk, für Arte Tracks, für die Süddeutsche Zeitung, Neon, Zeit Online und Wired. Er war Redakteur bei NIDO, Editor at large beim Interview Magazine und ist heute Textchef des Schweizer Du Magazins. 2009 erhielt er die Auszeichnung „Herausragende Leistung Print Magazin“ beim Axel-Springer-Preis. Sarreiter ist Mitgründer und Partner der Münchner Kommunikationsagentur Nansen & Piccard und Mitgründer der Online-Galerie für Fotografie The Now Now.

## Bücher
- mit Paul-Philipp Hanske, Neues von der anderen Seite – Die Wiederentdeckung des Psychedelischen. Suhrkamp, Frankfurt/M. 2015 (dritte Auflage), ISBN 978-3-518-07121-2
- mit Nansen & Piccard, 10.000 Jahre Sex. Ecowin, Elsbethen 2016, ISBN 978-3-7110-0098-9
- mit Paul-Philipp Hanske, Ekstasen der Gegenwart – Über Entgrenzung, Subkulturen und Bewusstseinsindustrie. Matthes & Seitz, Berlin 2023, ISBN 978-3-7518-0393-9

## Essays
- Die Yes Men, in: Geiselberger, Heinrich (Hrsg.), Und jetzt? Politik, Protest und Propaganda. Suhrkamp, Frankfurt/M. 2007, S. 323–333, ISBN 978-3-518-12500-7
- Das Monster unter meiner Nase, in: Jörg Scheller (Hrsg.), Alexander Schwinghammer (Hrsg.), Anything Grows. 15 Essays zur Geschichte, Ästhetik und Bedeutung des Bartes. Franz Steiner Verlag, München 2016, S. 115–127, ISBN 978-3-515-11410-3